# Taraxacum subdolum
Taraxacum subdolum — вид квіткових рослин з родини айстрових (Asteraceae). Вид зростає в Європі: Австрія, Чехія, Словаччина, Німеччина, Польща; це багаторічна рослина помірних біомів; належить до Taraxacum sect. Palustria.